# باشگاه فوتبال مس سونگون ورزقان
باشگاه فوتبال مس سونگون ورزقان یک باشگاه فوتبال در شهر تبریز، ایران است. این باشگاه که متعلق به باشگاه فرهنگی ورزشی مس سونگون ورزقان است در سال ۱۳۸۹ تأسیس شده‌است.
این تیم در فصل ۰۲–۱۴۰۱ توانست با کسب مقام اول در گروه یک لیگ ۲ ایران، جواز حضور در فصل بعدی رقابت‌های لیگ دسته یک کشور را کسب کند. این تیم هم اکنون در لیگ ۱ آزادگان قرار دارد. 

## بازیکنان
| شماره |       | نقش       | بازیکن            |
| ----- | ----- | --------- | ----------------- |
| ۱     | ایران | دروازه‌بان | مهدی حقیقت        |
| ۲     | ایران | مدافع     | مهدی فرج‌پور       |
| ۳     | ایران | مدافع     | محمد مسلمی‌پور     |
| ۴     | ایران | مدافع     | میرمهدی قریشی     |
| ۵     | ایران | مدافع     | ماهان احمدزاده    |
| ۶     | ایران | هافبک     | حسین فلاحیان      |
| ۹     | ایران | هافبک     | میثم نامور        |
| ۱۰    | ایران | مهاجم     | رضا کرملاچعب      |
| ۱۴    | ایران | هافبک     | روح‌الله صفویان‌پور |
| ۱۶    | ایران | مهاجم     | مهدی دلاورزاده    |
| ۲۰    | ایران | مدافع     | علی ملائی         |
| ۲۹    | ایران | مهاجم     | علی نویدی         |

| شماره |       | نقش       | بازیکن            |
| ----- | ----- | --------- | ----------------- |
| ۳۰    | ایران | مدافع     | آزاد جعفرزاده     |
| ۴۴    | ایران | دروازه‌بان | امیرحسین کریمی    |
| ۴۶    | ایران | مهاجم     | امین فخری         |
| ۶۶    | ایران | هافبک     | مهدی شبانی        |
| ۹۰    | ایران | هافبک     | علیرضا باستانی    |
| ۹۸    | ایران | دروازه‌بان | میلاد فراهانی     |
|       | ایران | مدافع     | محمد امینی        |
|       | ایران | هافبک     | محمدرضا زینال‌خیری |
|       | ایران | مدافع     | بهزاد نوروزی      |
|       | ایران | هافبک     | هاتف نادری        |
|       | ایران | مهاجم     | علی نظری          |
|       | ایران | مهاجم     | حجت اسلامی        |